# Борисенко, Виктор Евгеньевич
Виктор Евгеньевич Борисенко  (род. 14 января 1951 г. Запорожье, УССР) — советский и белорусский физик, доктор физико-математических наук, профессор.

## Биография
Окончил с отличием Минский радиотехнический институт (сейчас Белорусский государственный университет информатики и радиоэлектроники — БГУИР) в 1973 г. В 1988 г. присвоена степень доктора физико-математических наук, в 1990 г. — звание профессора.  С 1995 года выступает в качестве председателя организационного комитета международной конференции по физике, химии и применению наноструктур «Nanomeeting», которая проходит на базе БГУИР. В 2001—2009 гг. работал проректором по учебной работе БГУИР. С 2009 г. возглавляет кафедру микро- и наноэлектроники этого университета. Автор более 400 научных статей и 8 книг.

## Научные исследования
Внес вклад в разработку и исследование закономерностей скоростной термообработки полупроводников, изучение особенностей структуры, электрических, оптических и магнитных свойств объемных и низкоразмерных структур из полупроводниковых материалов — кремния, германия, силицидов, оксидов, дихалькогенидов тугоплавких металлов, а также процессов переноса носителей заряда в них. С его участием разработаны новые элементы для обработки информации на спиновых эффектах.

## Награды
- 2004 г. награждён Орденом Академических Пальмовых Ветвей (Chevalier des Palmes Académiques), Франция.
- 2009 г. награждён почётным знаком «Отличник образования», Беларусь.
- 27 ноября 2019 г. награждён премьер-министром Беларуси Сергеем Румасом медалью «За трудовые заслуги».[6]